# Richard Deacon (scultore)

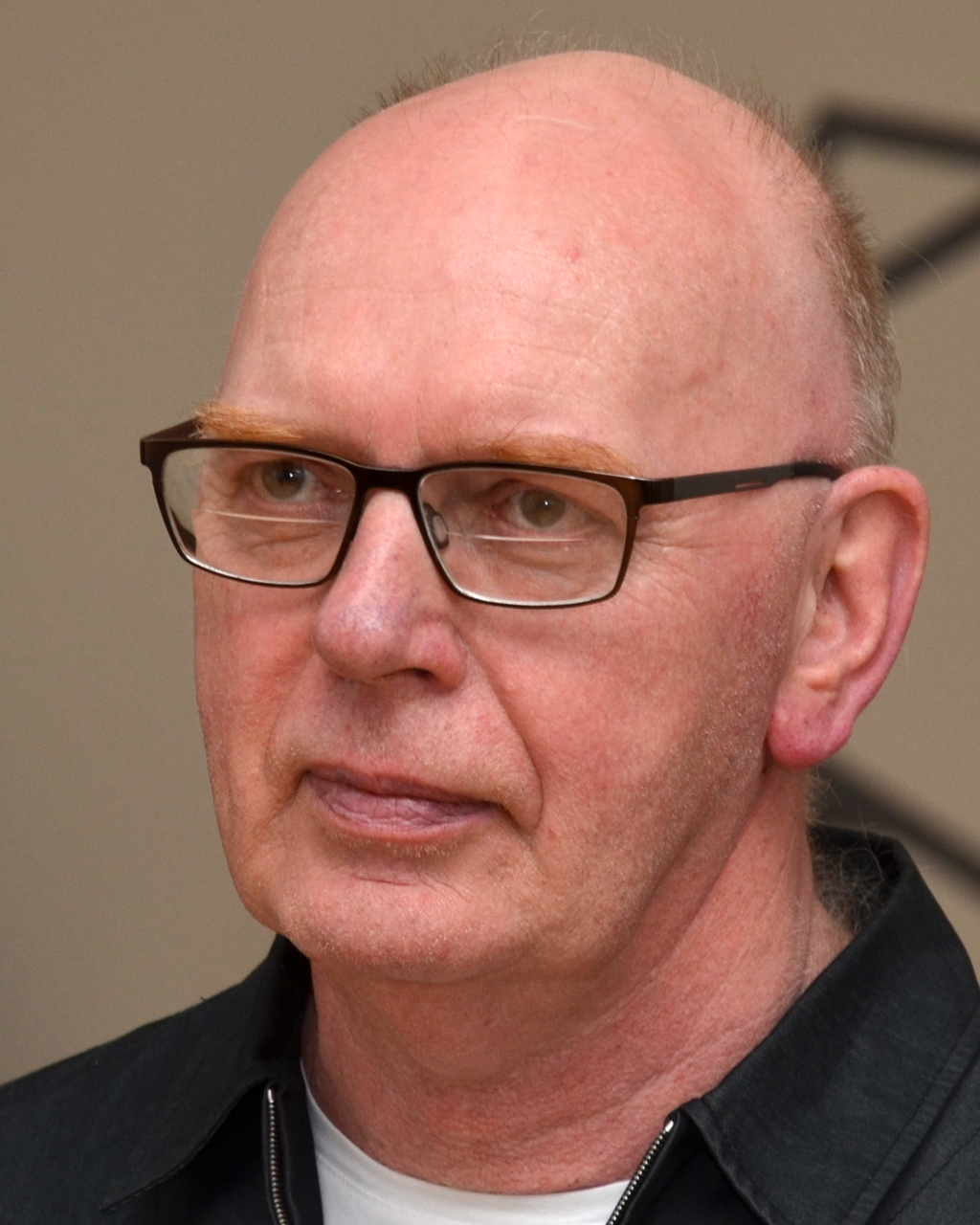
Richard Deacon (2017)

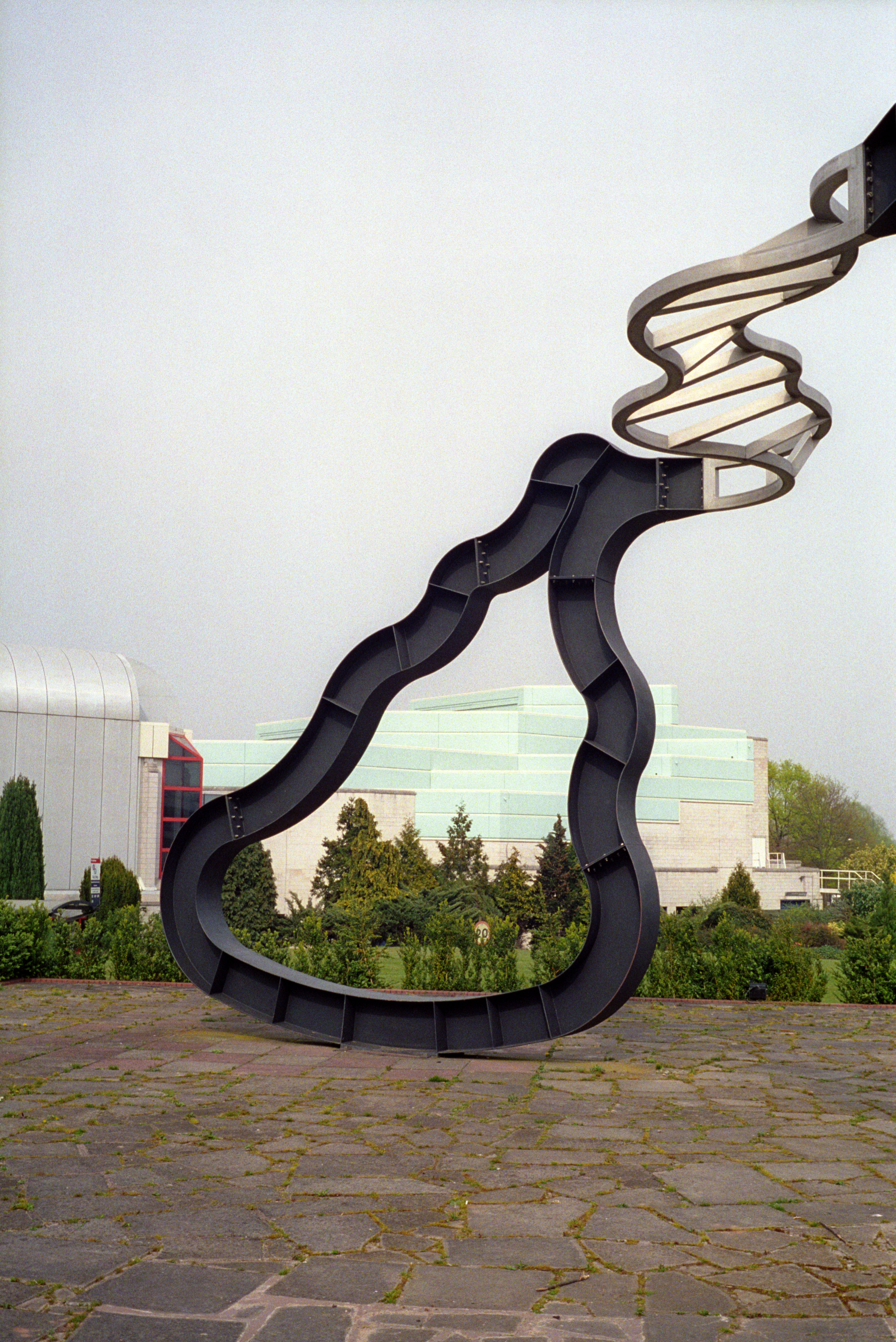
Lets Not Be Stupid, opera di Richard Deacon presso l'Università di Warwick

Richard Deacon (15 agosto 1949) è uno scultore britannico, vincitore del Turner Prize.